# Домблен
Домблен (фр. Domblain) насеље је и општина у североисточној Француској у региону Шампањ-Арден, у департману Горња Марна која припада префектури Сен Дизје.
По подацима из 2006. године у општини је живело 84 становника, а густина насељености је износила 17 становника/km². Општина се простире на површини од 5,33 km². Налази се на средњој надморској висини од 227 метара (максималној ? m, а минималној ? m).

## Демографија
| 1962. | 1968. | 1975. | 1982. | 1990. | 2006. | 2011. |
| ----- | ----- | ----- | ----- | ----- | ----- | ----- |
| 115   | 117   | 105   | 92    | 89    | 84    | 93    |

График промене броја становника у току последњих година